# 매산초등학교 (전북)
매산초등학교는 대한민국 전북특별자치도 고창군에 있는 공립 초등학교이다.

## 학교 연혁
- 1941. 05. 20	대산국민학교 매산간이학교
- 1945. 10. 05	매산 국민학교 개교
- 1981. 03. 05	매산 국민학교 병설유치원 개원
- 1996. 03. 01	매산 초등학교로 개칭
- 2000. 03. 01	도지정 교실수업개선 시범학교 운영(2년)
- 2003. 03. 01	도지정 도덕과 연구학교 운영(2년)
- 2008. 03. 01	도지정 체육과 후속연구학교 운영(3년)
- 2010. 03. 01	전라북도 체육과 연구학교 운영(2년)
- 2014. 02. 14	제 66회 졸업식(졸업생 16명, 총 6758명)
- 2014. 03. 01	제 25대 김나미 교장선생님 부임
- 2014. 03. 01	7학급 편성(유치원 1학급: 7명)
- 2016. 03. 01	제 6기 혁신학교 선정
- 2017. 02. 10	제 69회 졸업식(졸업생 7명, 총 6784명)
- 2017. 03. 01	7학급 편성(유치원 1학급: 4명)

## 참고 자료
- 매산초등학교 - 한국교육학술정보원 학교알리미